# Savoie
Savoie là một tỉnh của Pháp, thuộc vùng hành chính Auvergne-Rhône-Alpes, tỉnh lỵ Chambéry, bao gồm 3 quận với các quận lỵ còn lại là: Albertville, Saint-Jean-de-Maurienne.